# Palacio Orio Semitecolo Benzon
El palacio Orio Semitecolo Benzon es un edificio histórico italiano situado frente al Gran Canal de Venecia, en el sestiere o barrio de Dorsoduro, entre la  casa Santomaso y el palacio Salviati.

## Historia
El palacete se construyó en el siglo XV por encargo de la familia noble Orio. Durante los primeros años del siglo XX se anexionó al recién construido palacio Salviati.

## Descripción
La fachada del edificio muestra las típicas formas góticas de las construcciones venecianas del siglo XV, con elementos diferenciados en cada planta. La planta noble tiene una polífora de seis huecos con balaustre, siendo volados los balcones laterales. La segunda planta dispone de una bífora con balcón en un extremo, y de dos monóforas independientes a cada lado del eje. 
La última planta se añadió en el siglo XIX y se muestra como un elemento menor. En el portal hay un escudo de la familia Banzoni, realizado en el siglo XV en piedra de Istria.